# Ердмут Доротея фон Саксония-Цайц
Ердмут Доротея фон Саксония-Цайц на немски: Erdmuth Dorothea von Sachsen-Zeitz; * 13 ноември 1661, Наумбург; † 29 април 1720, дворец Бюндорф при Мерзебург) от рода на Албертинските Ветини, е чрез женитба херцогиня на Саксония-Мерзебург, регентка от 1694 до 1712 г.

## Живот
Дъщеря е на херцог Мориц фон Саксония-Цайц (1619 – 1681) и втората му съпруга Доротея Мария фон Саксония-Ваймар (1641 – 1675), дъщеря на херцог Вилхелм фон Саксония-Ваймар и Елеонора Доротея фон Анхалт-Десау.
Ердмут Доротея се омъжва на 14 октомври 1679 г. в дворец Морицбург в Цайц за херцог Христиан II фон Саксония-Мерзебург (1653 – 1694). След смъртта на съпруг ѝ през 1694 г. тя поема регентството над нейния син Мориц Вилхелм фон Саксония-Мерзебург до неговото пълнолетие през 1712.
Тя умира на 58 години на 28 април 1720 г. в дворец Бюндорф при Мерзебург, който купила от фамилията Ботфелд. Погребана е в княжеската гробница в катедралата на Мерзебург. По случай нейната смърт е отсечен един златен дукат.

## Деца
Ердмут Доротея и Христиан II фон Саксония-Мерзебург имат децата: 
- Христиан III Мориц (1680 – 1694), херцог на Саксония-Мерзебург
- Йохан Вилхелм (1681 – 1685)
- Христина Елеанора Доротея (1682 – 1693)
- Август Фридрих (1684 – 1685)
- Филип Лудвиг (1686 – 1688)
- Мориц Вилхелм (1688 – 1731), херцог на Саксония-Мерзебург
- Фридрих Ердман (1691 – 1714)